# Mathias Gey
Mathias Gey (ur. 7 lipca 1960 w Tauberbischofsheim) – niemiecki florecista reprezentujący RFN, dwukrotny srebrny medalista olimpijski i wielokrotny medalista mistrzostw świata.
Na igrzyskach olimpijskich w Los Angeles w 1984 roku reprezentacja RFN w składzie: Harald Hein, Matthias Behr, Mathias Gey, Klaus Reichert i Frank Beck zdobyła drużynowo srebrny medal. W zawodach indywidualnych zajął szóste miejsce. Brał też udział w igrzyskach olimpijskich w Seulu w 1988 roku, wspólnie z Thorstenem Weidnerem, Matthiasem Behrem, Ulrichem Schreckiem i Thomasem Endresem ponownie zajmując drugie miejsce w zawodach drużynowych. W rywalizacji indywidualnej był tym razem ósmy.
Podczas mistrzostw świata w Melbourne w 1979 roku wspólnie z Matthiasem Behrem, Haraldem Heinem, Thomasem Bachem i Klausem Reichertem zdobył brązowy medal w zawodach drużynowych. W tej samej konkurencji reprezentanci RFN z Geyem w składzie zdobywali następnie złote medale podczas mistrzostw świata w Wiedniu (1983) i mistrzostw świata w Lozannie (1987), srebrne  na mistrzostwach świata w Sofii (1986) i mistrzostwach świata w Denver (1989) oraz brązowy podczas mistrzostw świata w Clermont-Ferrand (1981). Ponadto zdobył złoty medal indywidualnie na mistrzostwach świata w Lozannie w 1987 roku (pokonując w finale Matthiasa Behra) oraz srebrny na mistrzostwach świata w Wiedniu w 1983 roku (przegrywając w finale z Aleksandrem Romankowem z ZSRR).
Zdobył również srebrny medal indywidualnie na mistrzostwach Europy w Mödling w 1982 roku.